# Serhiy Tarouta
Serhiy Taruta (ukrainien : Сергій Олексійович Тарута, en russe Sergei Alekseyevich Taruta, né le 22 juillet 1955 à Vynohradne, Donetsk Oblast, RSS d'Ukraine) est un homme politique ukrainien et membre actuel du Parlement ukrainien. C'est un homme d'affaires,, parfois qualifié d'oligarque. Il est le fondateur de l'Union industrielle du Donbass,, ancien Président du FC Metalurh Donetsk et ancien gouverneur de l'oblast de Donetsk,. 
Selon le magazine Forbes, il figure parmi les personnes les plus riches du monde, avec une fortune estimée à plus de 2,7 milliards de dollars (2008),.

## Formation
Serhiy Taruta est né à Mariupol en 1955. Il pratique beaucoup le cyclisme pendant sa jeunesse, affirmant parcourir en moyenne 120 kilomètres par jour. Il étudie à l'Université technique d'État de Pryazovskyi avant de travailler pour la grande usine ukrainienne de métal Azovstal. 

## Carrière professionnelle
En 1995, Serhiy Taruta quitte Azovstal pour Azovintex, une société de commerce extérieur qu'il cofonde. En décembre 1995, il cofonde l'Union industrielle de Donbass Corporation (ISD Corporation), dont il est nommé PDG. Entre 2001 et 2014, il est également président du conseil d’administration d'ISD Corporation.  

## Carrière politique
En 1998 et 2002, Serhiy Taruta est élu membre du conseil municipal de la ville de Donetsk pour la circonscription électorale de Telmanovski, dans la région de Donetsk[réf. nécessaire]. 
Le 2 mars 2014, au milieu du conflit pro-russe 2014 en Ukraine, le président par intérim Oleksandr Turchynov nomme Taruta gouverneur de l'oblast de Donetsk,. Le 10 octobre 2014, le président Petro Porochenko le démet de ses fonctions ,, le remplaçant par Oleksandr Kikhtenko,. 
Lors des élections législatives ukrainiennes de 2014, il se présente en tant que candidat indépendant. Il remporte un scrutin uninominal à Mariupol avec 60% des voix et est donc membre du Parlement ukrainien depuis le 27 novembre 2014 ,. 
Taruta dirige le Groupe pour les relations interparlementaires entre l'Ukraine et l'Allemagne. 
Il est également président du sous-comité pour la protection du patrimoine historique et culturel de la commission parlementaire pour la culture et les affaires spirituelles. 
Taruta est coprésident de la Plateforme parlementaire pour l'avenir du Donbass, un organisme qui vise à développer de nouvelles initiatives législatives pour aider à résoudre les problèmes liés à la réintégration des territoires occupés de la région. 
Il est l'auteur du plan de paix des Trois Piliers pour le Donbass  et a également proposé la création du Format de Vienne pour les pourparlers de paix du Donbass. 
Taruta a dirigé le groupe de réflexion travaillant sur la politique de développement durable Ukraine 2030. 
Serhiy Taruta est l'un des fondateurs du parti politique Osnova,. 
Le 22 septembre 2018, Osnova nomme Taruta candidat du parti à l'élection présidentielle ukrainienne de 2019. Le 16 mars (deux semaines et un jour avant les élections), Taruta explique que son équipe de campagne soutiendra les efforts de la candidate Ioulia Timochenko,. Cependant, son nom n'est pas retiré de la liste,.

## Vie privée
Serhiy Taruta est marié et père de deux filles[réf. nécessaire].   
Taruta est un cycliste et alpiniste chevronné, ainsi qu'un grand collectionneur d'antiquités (périodes Cucuteni-Trypillian et Scythian)[réf. nécessaire].   

## Distinctions
Serhiy Taruta reçoit l'Ordre pour Service rendu à la Patrie des degrés III en 2006 et II en 2009, ainsi que le degré II de l'Ordre de St.Ann[réf. nécessaire].   